# Hermann Sander (Politiker)
Hermann Sander (* 14. Juli 1845 in Aschersleben; † 12. März 1939 in Berlin) war ein deutscher Fabrikant und Kommunalpolitiker.

## Leben
Hermann Sander zog in jungen Jahren nach Rixdorf (heute Berlin-Neukölln), wurde dort Buchhalter in einer Weberei. Er wurde 1897 von den 48 Mitgliedern des Stadtverordnetenkollegium zum Vorsteher der Gemeinde Rixdorf gewählt und hatte diese Position erneut von 1889 bis 1896 inne. Zwischen 1896 und 1899 war er Mitglied des Gemeindevorstandes (Gemeindeschöffe).
Von 1899 bis 1919 war er Stadtverordneter. Er versah das Ehrenamt 20 Jahre hindurch. Sander war in dieser Zeit Mitarbeiter von Hermann Boddin. Als 1919 infolge der Änderung des Wahlrechts und der Neuregelung des Wahlverfahrens die bisherigen Gemeindevertretungen aufgelöst wurden, schied Sander aus den Stadtparlament aus. Er besaß eine Textilfabrik in Rixdorf, die noch mit Handwebstühlen produzierte.
Sander widmete sich alle Jahre hindurch stark der Arbeit für das Gemeinwohl. Er war der Schöpfer des Namens „Neukölln“ für den damals in Misskredit (unter anderem wegen des damals populären Gassenhauer In Rixdorf ist Musike) geratenen Namen „Rixdorf“.

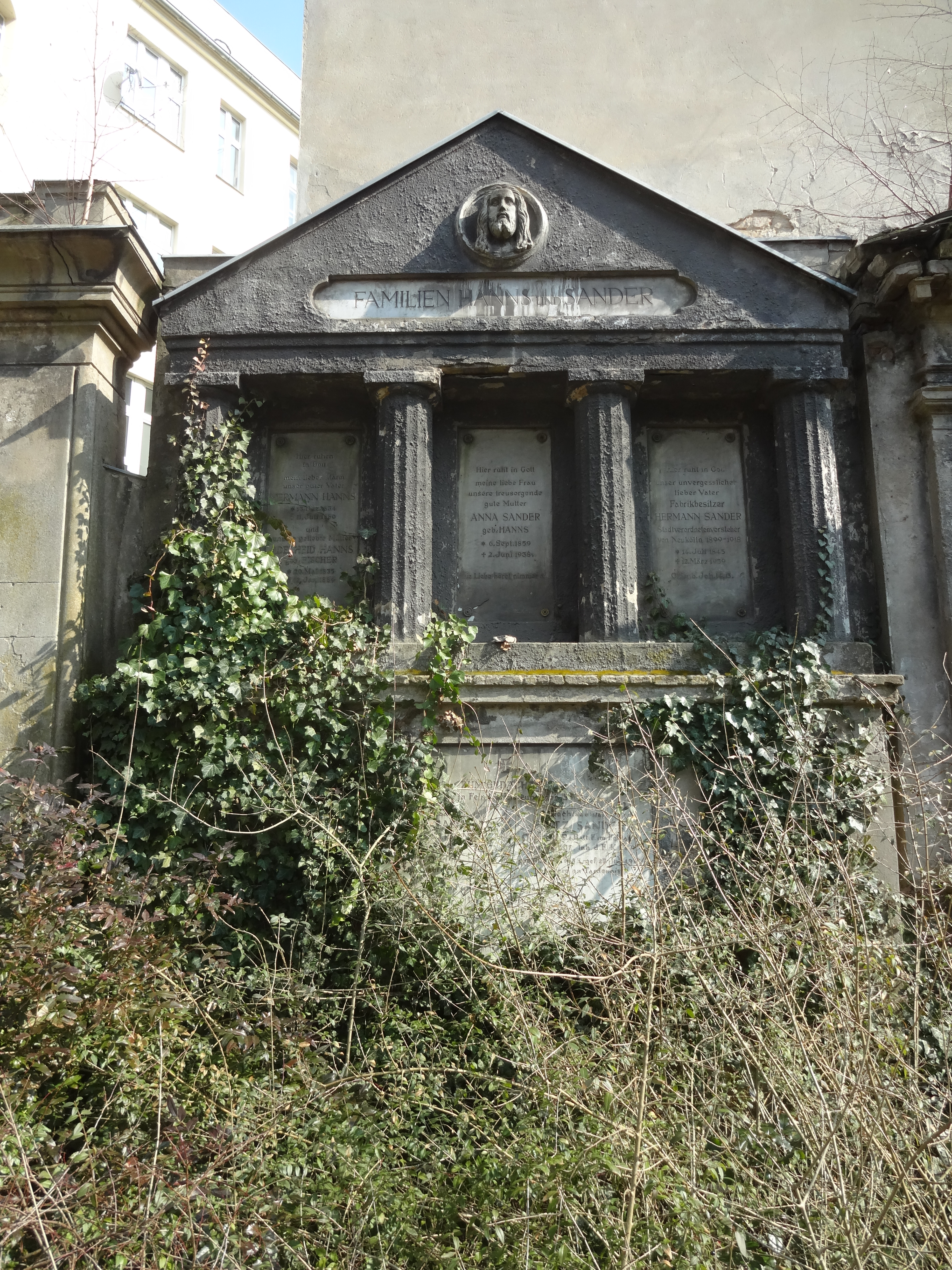
Grabstätte

Das Grab von Hermann Sander befindet sich auf dem St.-Jacobi-Kirchhof I (in der Nähe des Hermannplatzes in Neukölln).

## Ehrungen

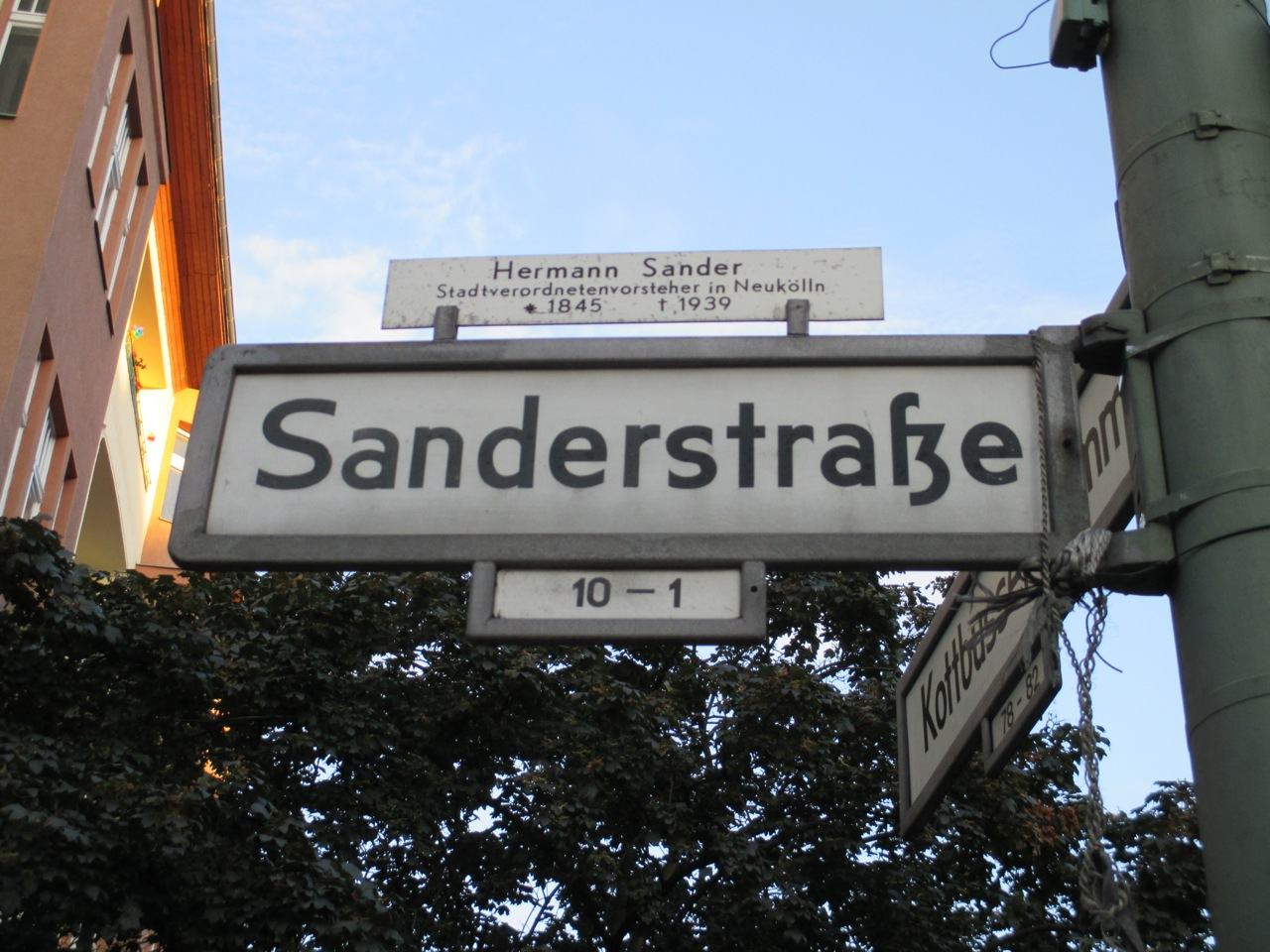
Straßenschild der Sanderstraße in Berlin-Neukölln mit Widmung

- Hermann-Sander-Grundschule, Mariendorfer Weg 69, Neukölln
- Sanderstraße. In: Straßennamenlexikon des Luisenstädtischen Bildungsvereins (beim Kaupert)